# Kathrin Klaas
Kathrin Klaas (née le 6 février 1984 à Haiger) est une athlète allemande spécialiste du lancer du marteau.

## Carrière

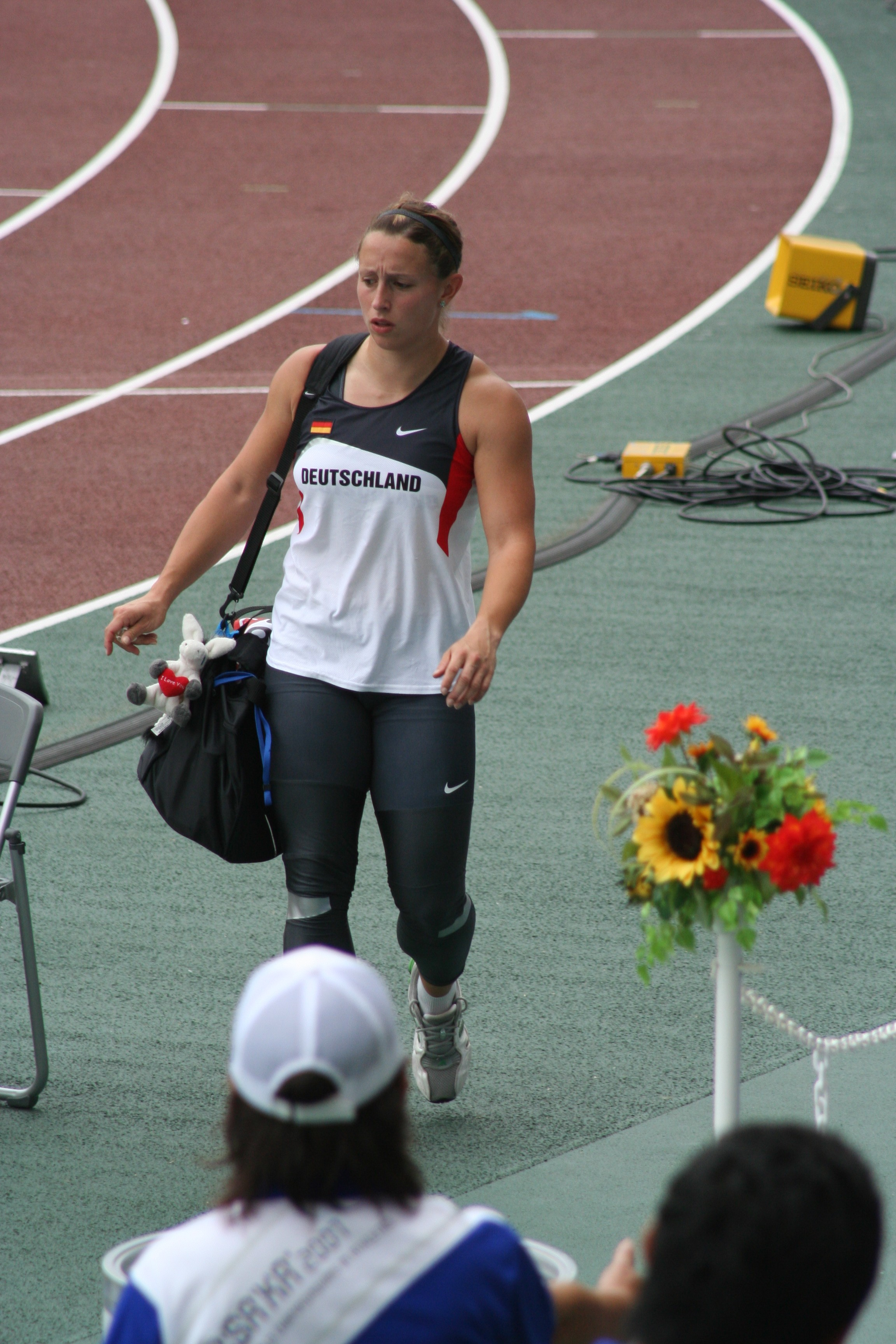
Kathrin Klass lors des mondiaux de 2007.

Kathrin Klaas est commissaire de police.
En 2005, elle décroche sa première médaille aux Championnats d'Allemagne, terminant 3e. Elle remportera au total 10 médailles, un titre et 8 médailles d'argent. À l'exception de 2006, 2008 et 2012, elle sera toujours médaillée. Cette même année 2005, elle participe à ses premiers championnats du monde, à Helsinki, mais ne valide aucun jet en qualifications et est éliminée.
En 2006, elle termine 6e des Championnats d'Europe de Göteborg. Le 19 mai 2007, elle porte son record à 73,45 m. Néanmoins, aux championnats du monde d'Osaka, elle ne passe pas le cap des qualifications. En 2008, elle échoue à la 24e place du concours de qualifications aux Jeux olympiques de Pékin.
L'année suivante, elle remporte sa première médaille internationale à l'occasion de l'Universiade de Belgrade (championnats du monde universitaires) : avec 70,97 m, elle décroche le bronze derrière sa compatriote Betty Heidler, et la Slovaque Martina Hrašnová. Aux championnats du monde de Berlin, elle échoue au pied du podium malgré un nouveau record personnel à 74,23 m.
En début de saison 2010, elle porte son record personnel à 74,53 m alors qu'elle est en stage en Afrique du Sud. Mais en août, aux championnats d'Europe, elle ne termine que 15e. En 2011, elle est 7e aux championnats du monde de Daegu.
En 2012, elle s'approche d'une médaille en championnats, à l'occasion des championnats d'Europe d'Helsinki. Mais avec une performance relativement modeste (70,44 m), elle échoue au podium. Début août, aux Jeux olympiques de Londres, elle se qualifie pour la finale où elle termine 6e avec un nouveau record personnel à la clé (76,05 m). En novembre 2015, elle est reclassée 5e à la suite de la disqualification de la vainqueure, la Russe Tatyana Lysenko. En novembre 2016, elle est reclassée 4e à la suite du déclassement de la Biélorusse Aksana Miankova, pour la même raison.
Après cinq médailles d'argent, Kathrin Klaas remporte son premier titre national en 2014, battant Betty Heidler. Aux championnats d'Europe de Zürich, elle termine pour la quatrième fois de sa carrière au pied du podium (72,89 m). En 2015, elle est 6e des championnats du monde de Pékin (73,18 m).
En 2016, elle est partiellement blessée et ne peut défendre ses chances aux championnats d'Europe d'Amsterdam et aux Jeux olympiques de Rio. Elle n'y passe pas les stades de qualifications et reste sur une meilleure performance de la saison à 71,78 m.
Après les Jeux, elle est opérée d'une hernie et reprend les entraînements et la compétition en 2017. Cette saison, elle ne lance que 71,06 m mais réussit toutefois à s’immiscer en finales des championnats du monde de Londres grâce à la douzième et dernière place qualificative pour la finale (70,33 m). Elle se classe 11e de la finale avec 68,91 m, devant la Française Alexandra Tavernier, médaillée en titre.
En 2018, pour son dernier championnat international de sa carrière, Katrin Klass atteint la finale des championnats d'Europe de Berlin et termine 7e avec 71,50 m.

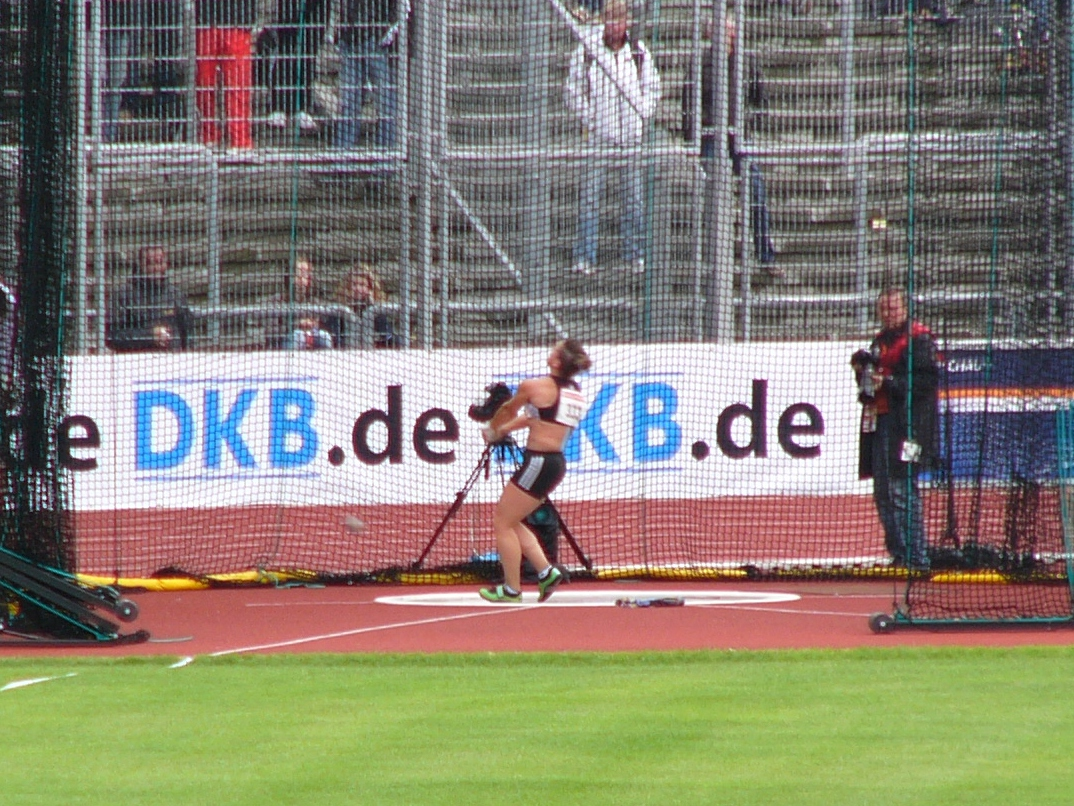
Kathrin Klass lors des championnats d'Allemagne 2011.

## Palmarès
| Date | Compétition                          | Lieu                                | Résultat | Marque  |
| ---- | ------------------------------------ | ----------------------------------- | -------- | ------- |
| 2003 | Championnats d'Europe juniors        | Tampere                             | 8e       | 58,94 m |
| 2006 | Championnats d'Europe                | Göteborg                            | 6e       | 70,59 m |
| 2006 | Finale mondiale                      | Stuttgart                           | 7e       | 66,38 m |
| 2007 | Finale mondiale                      | Stuttgart                           | 6e       | 69,00 m |
| 2009 | Universiade                          | Belgrade                            | 3e       | 70,97 m |
| 2009 | Championnats du monde                | Berlin                              | 4e       | 74,23 m |
| 2009 | Finale mondiale                      | Thessalonique                       | 4e       | 69,50 m |
| 2011 | Championnats du monde                | Daegu                               | 7e       | 71,89 m |
| 2012 | Championnats d'Europe                | Helsinki                            | 4e       | 70,44 m |
| 2012 | Jeux olympiques                      | Londres                             | 4e       | 76,05 m |
| 2012 | Challenge IAAF du lancer de marteau  | Challenge IAAF du lancer de marteau | 3e       | —       |
| 2013 | Coupe d'Europe hivernale des lancers | Castellón de la Plana               | 1re      | 71,07 m |
| 2014 | Championnats d'Europe                | Zurich                              | 4e       | 72,89 m |
| 2014 | Challenge IAAF du lancer de marteau  | Challenge IAAF du lancer de marteau | 3e       | —       |
| 2015 | Championnats du monde                | Pékin                               | 6e       | 73,18 m |
| 2017 | Coupe d'Europe hivernale des lancers | Grande Canarie                      | 2e       | 71,06 m |
| 2017 | Championnats d'Europe par équipes    | Lille                               | 8e       | 64,43 m |
| 2017 | Championnats du monde                | Londres                             | 11e      | 68,91 m |
| 2018 | Championnats d'Europe                | Berlin                              | 7e       | 71,50 m |

## Records
| Épreuve           | Performance | Lieu    | Date         |
| ----------------- | ----------- | ------- | ------------ |
| Lancer du marteau | 76,05 m     | Londres | 10 août 2012 |